# Du bist die Rose vom Wörthersee (Film)
Du bist die Rose vom Wörthersee ist ein deutscher Spielfilm in Schwarzweiß (mit starkem Österreich-Bezug) von Hubert Marischka aus dem Jahr 1952. Das Drehbuch hatte der Regisseur zusammen mit Rudolf Österreicher verfasst. Der Titel spielt auf den damals sehr populären gleichnamigen Schlager an, der 1947 von Hans Lang komponiert, von Erich Meder getextet und für diesen Film als Titelmelodie verwendet wurde. Die Hauptrollen sind mit Marte Harell, Waltraut Haas, Hans Moser und Curd Jürgens besetzt. In einer tragenden Rolle ist Grethe Weiser zu sehen. 
Uraufgeführt wurde der Film am 5. Dezember 1952 in der Bundesrepublik Deutschland. In Österreich, wo der größte Teil der Handlung angesiedelt ist, kam er im Januar des folgenden Jahres in die Kinos.

## Handlung
Jack Milston ist ein erfolgreicher Komponist am Broadway. In seiner neuen Revue spielt die Tänzerin Kate Smith die Hauptrolle. Als sich die beiden näher kennenlernen, verlieben sie sich ineinander. Dabei stellt sich heraus, dass sie etwas gemeinsam haben: sie sind österreichische Landsleute. Weil beide das Heimweh plagt, sagen sie der Neuen Welt Ade. Aber kaum sind sie in Europa angekommen, trennen sich ihre Wege auch schon wieder. Jack hat geschäftlich in Deutschland zu tun, und Kate, deren wirklicher Name Käthe Schmiedlechner ist, fährt zu ihrer verwitweten Schwester Rosl, die in Kärnten am Wörthersee das Hotel „Karawankenblick“ betreibt. Am Zielbahnhof hört sie, wie laut ihr Name gerufen wird. Ihr Vater Ferdinand, ein pensionierter Finanzbeamter, holt sie im Livree eines Lohndieners ab. Er hatte seine Tochter zur Ausbildung in eine amerikanische Hotelfachschule geschickt. Von ihrer Laufbahn als Balletttänzerin ahnt er nichts. Sowohl Rosl als auch Ferdinand fallen aus allen Wolken, als wenige Tage später Jack Milston als Käthes Verlobter eintrifft, ausgerechnet der Mann, in den Rosl einst verliebt war. Ihr Vater hatte ihn damals des Hauses verwiesen, weil er nur ein mittelloser Musikus war. Und noch jemandem steht die Enttäuschung ins Gesicht geschrieben: Thomas Führinger, dem Sohn des örtlichen Metzgermeisters. Er ist immer noch in Käthe verliebt und hat sehnlichst auf ihre Rückkehr gewartet, und nun hat sie sich für einen anderen entschieden.
Nach und nach leben in Rosl und Jack erneut die alten Gefühle füreinander auf. Als sie dann gemeinsam im Hotelgarten sitzen und ein Ziehharmonikaspieler das Lied „Du bist die Rose vom Wörthersee“ anstimmt, das Jack vor seiner Amerikareise für Rosl komponiert hatte, ist es mit beider Beherrschung vorbei. Sie fallen sich in die Arme und küssen sich. Käthe kommt hinzu und sieht ein, dass es keinen Zweck hat, Jack zu halten, wenn er eine andere mehr liebt als sie. Am Ende steht die Verlobung zwischen dem Komponisten und der Hotelbesitzerin. Käthe wendet sich wieder dem jungen Führinger zu.

## Produktionsnotizen
Die Dreharbeiten am Wörthersee dauerten bis in den September hinein, der konträr zur luftigen Sommerkleidung eisig kalt war. Die Studioaufnahmen entstanden im Atelier der CCC-Film in Berlin-Spandau, die Außenaufnahmen in Velden am Wörther See. Für die Bauten waren Willi A. Herrmann und Heinrich Weidemann zuständig, die Produktionsleitung lag in den Händen von Produzent Friedrich Wilhelm Gaik und Carl Hofer.

## Kritik
Das Lexikon des internationalen Films bemerkt lapidar, der Film erzähle eine sentimentale Romanze mit Klamottenkomik in einem flachen musikalischen Unterhaltungsfilm.

## Quelle
- Programm zum Film: Illustrierte Film-Bühne, Verlag FILM-BÜHNE GmbH, München, Nummer 1795